# Haematopus finschi
La beccaccia di mare di South Island (Haematopus finschi G.H.Martens, 1897) è un uccello della famiglia Haematopodidae.

## Distribuzione e habitat
Questo uccello nidifica sull'Isola del Sud in Nuova Zelanda. Nel resto dell'anno si sposta sull'Isola del Nord presso estuari e porti. È stato registrato come presenza accidentale anche nell'Australia orientale, sull'Isola di Lord Howe, sulle Isole Norfolk, in Nuova Caledonia e Vanuatu.